# 劉仲暘
劉仲暘 （？—1616年），字又若，號勇石，湖廣寧國府宣城縣民籍。明朝政治人物。

## 生平
萬歷四十三年乙卯科（1615年）舉人，四十四年（1616年）丙辰進士，兵部觀政，孤貧力學，惜享年不永，未仕而卒。

## 家族
曾祖劉質。祖劉湛。父劉廷裴。

## 引用
1. ↑  李开升《明万历丙辰科进士同年序齿录》
2. ↑  《萬曆四十四年丙辰科進士履歷》：劉仲暘，勇石，易五房，壬辰九月二十四日生。宣城人，乙卯六十一，会二百四十五，三甲二百二十八名。兵部政。
3. ↑  《宣城縣志》